# Ernst Hadermann
Ernst Hadermann (* 22. Mai 1896 in Schlüchtern, Hessen-Nassau; † 2. Januar 1968 in Halle (Saale)) war ein deutscher Soldat, Gymnasiallehrer, Humanist, Widerständler und Germanist.

## Leben
Ernst Hadermann, Sohn eines Mühlenbesitzers, besuchte von 1902 bis 1911 die Volks- und Lateinschule in Schlüchtern und machte 1914 am Gymnasium in Fulda das Abitur. Danach meldete er sich mit Beginn des Ersten Weltkrieges freiwillig zur Artillerie, wurde mehrfach verwundet und mit dem Eisernen Kreuz I. und II. Klasse ausgezeichnet. Nach dem Waffenstillstand und seiner Entlassung als Leutnant wurde er in den Arbeiter- und Soldatenrat der Garnison Fulda gewählt.
Während des Studiums der Germanistik und der Geschichte an mehreren Universitäten betätigte er sich politisch und unterstützte sozialrevolutionäre Strömungen, trat 1920 in die USPD ein und im selben Jahr wieder aus. 1923 promovierte er zum Dr. phil. Nachdem Hadermann 1924 das Staatsexamen für Germanistik und Altsprachen abgelegt hatte, war er ab 1926 als Studienreferendar und -assessor am Staatlichen Oberlyceum, danach am Staatlichen Gymnasium Philippinum (beide in Marburg) und am Oberrealgymnasium in Melsungen tätig. Im Herbst 1930 wurde er zum Studienrat ernannt und an das Wilhelmsgymnasium in Kassel berufen. Er unterrichtete dort Griechisch, Deutsch, Latein, Französisch und (bis 1934) Geschichte. Die nun folgenden neun Jahre wurden die Zeit seines pädagogischen Erfolges, obwohl er 1933 denunziert und 1934 nach dem sogenannten Röhm-Putsch zeitweise inhaftiert wurde. Erstaunlicherweise – auch für ihn selbst – blieb er im Amt, nur das Fach Geschichte durfte er nicht mehr unterrichten. 1933 wurde er Mitglied im Stahlhelm, Bund der Frontsoldaten und 1935 im Nationalsozialistischen Deutschen Lehrerbund. Nach Ablauf der Mitgliederaufnahmesperre der NSDAP beantragte er am 18. November 1937 die Aufnahme in die Partei und wurde rückwirkend zum 1. Mai desselben Jahres aufgenommen (Mitgliedsnummer 5.698.532).
Ab 1939 leistete Hadermann Kriegsdienst und wurde mit der Spange zum EK I ausgezeichnet. Am 18. Juli 1941 geriet er als Hauptmann bei Rogatschew am Dnepr in sowjetische Kriegsgefangenschaft. In Jelabuga an der Kama, im Kriegsgefangenenlager für deutsche Offiziere, konnte Hadermann eine kleine Bibliothek nutzen und eine Rede ausarbeiten, die Aufsehen erregen sollte. Er trug sie am 21. Mai 1942 seinen ca. 1000 Mitgefangenen vor; bis auf wenige Ausnahmen reagierten sie mit eisiger Ablehnung. Aber sie passte offenbar ins Konzept der sowjetischen Regierung, denn sie wurde gedruckt und in einer halben Million Exemplare über den deutschen Stellungen abgeworfen. Gemeinsam mit Walter Ulbricht wurde Hadermann zur Lautsprecherpropaganda an der Front eingesetzt. Der Inhalt seiner Rede „Wie ist der Krieg zu beenden? – Ein Manneswort eines Hauptmanns“ wollte die Soldaten der Wehrmacht von ihrer geistig-moralischen Verfasstheit und Prägung her erreichen:
Einen besonderen Platz nahm die Frage des militärischen Eides ein: Sich von diesem loszusagen, „ist uns schwer geworden, sehr schwer; jedoch den Eid, den wir Hitler geleistet haben, haben wir ihm nur geleistet als dem Führer des deutschen Volkes. Hitler aber hat das Recht verwirkt, sich Führer des deutschen Volkes zu nennen.“ Im Schlussteil seiner Rede knüpft Ernst Hadermann an die Antike an. Da die „Schicksalsstunde“ nahe sei, stehe auch der Wehrmachtsangehörige vor einer Schicksalsfrage. „Sehen Sie zu, meine Herren, daß Sie die rechte Entscheidung fällen.“
An Hadermanns Argumentation sind wenigstens drei Gesichtspunkte bemerkenswert:
1. sie datiert deutlich vor der Zeit, in der der deutsche militärische Eroberungsplan für die Sowjetunion zum Stillstand kam (die Schlacht von Stalingrad begann erst im November 1942);
2. sie datiert eindeutig  vor der Gründung des Nationalkomitees „Freies Deutschland“ (NKFD) am 12./13. Juli 1943, das dann zwar mit Hadermanns Unterstützung, aber zeitlich später aufgebaut wurde;
3. sie ist überhaupt nicht kongruent zur marxistischen Theorie; konsequenterweise wurde sie dann auch von der Moskauer KPD-Führung strikt abgelehnt.

Hadermanns wertkonservative, christlich-humanistische, klassische Bildungsideale ließen es zwar zu, dass er 1937 in die NSDAP eintrat, aber er war sicher kein Anhänger im engeren Sinn. Er zählte sich zu den Stillen im Lande, zu jenen, die meinten, zu einer Minimalloyalität verpflichtet zu sein, zu jenen, die hofften, einfach durch ihr Vorhandensein den Ungeist niederhalten zu können. Ein Denkfehler, den Hadermann offenbar zum Teil nach der Reichspogromnacht 1938, aber in seiner Totalität erst in der Kriegsgefangenschaft 1942 erkannte. Von den Nationalsozialisten wurde Hadermann im Dezember 1944 formell „aus dem Wehrdienst entlassen“, um ein Verfahren vor dem „Volksgerichtshof“ einzuleiten. Dieses Verfahren war bei Kriegsende noch anhängig.
Hadermann war Mitglied des geschäftsführenden Ausschusses des NKFD, Mitarbeiter der Zeitung Freies Deutschland und Mitglied der erweiterten Redaktion des Senders „Freies Deutschland“. Er war auch Gründungsmitglied des Bundes Deutscher Offiziere (BDO) ebenso wie der Berliner Gymnasiallehrer und Offizier Fritz Rücker, mit dem er nach dessen Gefangennahme im Dezember 1942 gezielt zur Mitarbeit zusammengeführt wurde.
1943 wirkte Hadermann im Kessel von Stalingrad bei Lautsprechereinsätzen mit. Er war Verfasser und Sprecher zahlreicher politischer Wochenbetrachtungen und Kultursendungen beim Radiosender Freies Deutschland.
Das Engagement Hadermanns im Nationalkomitee „Freies Deutschland“ setzte sich nach dem Krieg übergangslos in seinem Einsatz für ein besseres Deutschland fort. Anfang Februar 1945 war er Mitautor der „Auswahl und Deutung des Deutschen Schrifttums in der höheren Schule (Oberklassen)“, Ende Juli 1945 (formell immer noch Kriegsgefangener) war er Mitautor der „Richtlinien für den Unterricht in deutscher Geschichte“. Von August 1945 an leitete er drei Jahre lang die Schulabteilung der „Deutschen Zentralverwaltung für Volksbildung“ in Berlin (die ersten anderthalb Jahre als stellvertretender Leiter) und arbeitete dabei u. a mit Erwin Marquardt, Paul Oestreich und Heinrich Deiters zusammen. Von 1948 bis 1949 war er für den Kulturbund Mitglied des I. Deutschen Volksrats. Von 1948 bis 1950 war er Mitglied der SED. 1950 sondierte er die Möglichkeiten einer Rückkehr in seine hessische Heimat, an der er zeit seines Lebens hing. Der Preis erschien ihm jedoch inakzeptabel hoch zu sein; sein Engagement in Moskau machte ihn im Westen zu einer „persona non grata“, und auch von seinen westdeutschen Familienangehörigen erhielt er ausdrücklich keine Hilfe. Alle Beziehungen zur Verwandtschaft in Westdeutschland wurden abgebrochen. Diesen Verlust seiner Heimat hat er bis ans Lebensende nicht mehr verwunden. Hadermann wollte Schuld abtragen, meinte, seine Fehler wiedergutmachen zu müssen, und er engagierte sich mit der ihm gegebenen Lauterkeit und Redlichkeit in der Bildungspolitik der jungen DDR. Aber die marxistische Geschichtsauffassung teilte nicht sein Bildungsverständnis.
„Ich ernte von jüngeren Parteigenossen nur ein herablassendes Lächeln, wenn ich ihnen erzähle,  daß mein schönster und erfolgreichster Unterricht an den Gymnasien in Marburg und Kassel mein Platon-Unterricht war. […] Heute muß ich verstummen und das Feld rabiat gewordenen Spießern überlassen.“
Hadermann war von 1950 bis 1955 Prodekan der Allgemeinwissenschaftlichen Fakultät der Brandenburgischen Landeshochschule (seit 1951 Pädagogische Hochschule Potsdam) und von 1955 bis zu seiner Emeritierung 1962 Direktor des Instituts für Germanistik an der Martin-Luther-Universität Halle-Wittenberg in Halle (Saale). Kurz vor Erreichung der Altersgrenze flammte 1961 ein langwährender Konflikt mit Parteistellen wegen seiner „individualistischen Einstellung“ wieder auf. Er interessierte sich in der Germanistik weiterhin nicht nur für den Expressionismus, sondern auch für Hölderlin und Stefan George. Er kündigte am 16. September 1961 und beendete seinen Dienst im darauf folgenden Jahr. Ungeachtet dieser Konflikte blieb aber die Universität Halle bis zu seinem Tod sein Wissenschafts- und Lebensmittelpunkt. In seinen letzten Lebensjahren fühlte er sich zunehmend vereinsamt, gering geschätzt und um seine Loyalität betrogen.
Anlässlich seines 65. Geburtstages wurde Hadermann im Juni 1961 mit dem Vaterländischen Verdienstorden in Silber ausgezeichnet. 1965 erhielt er den Vaterländischen Verdienstorden in Gold.